# Lonchoptera cingulata
Lonchoptera cingulata är en tvåvingeart som beskrevs av Gimmerthal 1846. Lonchoptera cingulata ingår i släktet Lonchoptera och familjen spjutvingeflugor.
Artens utbredningsområde är Lettland. Inga underarter finns listade i Catalogue of Life.